# Mark Davis
Davis Passfield (Queensland, 20 de agosto de 1990), mais conhecido pelo nome de ringue Mark Davis, é um lutador de luta livre profissional australiano. Ele trabalha atualmente para a All Elite Wrestling (AEW) e também aparece em sua empresa irmã, a Ring of Honor (ROH), onde foi uma vez campeão mundial de duplas da ROH. Davis também compete na New Japan Pro-Wrestling (NJPW), onde conquistou o Campeonato de Duplas IWGP e se tornou o primeiro e único duas vezes campeão do Campeonato Strong Openweight de Duplas. Além disso, luta na Revolution Pro Wrestling (RevPro), onde foi duas vezes campeão indiscutível de duplas britânicas.
De 2017 a 2024, ele fez dupla com o também australiano Kyle Fletcher como a equipe Aussie Open, sendo ambos membros da United Empire. A dupla também fez aparições na All Elite Wrestling (AEW) e em promoções independentes britânicas, como Progress Wrestling e Attack! Pro Wrestling. Davis começou sua carreira lutando em promoções independentes australianas a partir de 2007, como a Melbourne City Wrestling.

## Carreira na luta livre profissional

### Início de carreira (2007-2016)
Passfield fez sua estreia no wrestling profissional em 2007, sob o nome de Mark Davis, na Professional Wrestling Alliance. Ele competiu no cenário independente australiano até 2016, trabalhando para promoções como a Melbourne City Wrestling e tendo rivalidades com lutadores como Robbie Eagles.

### Circuito independente (2017–2023)

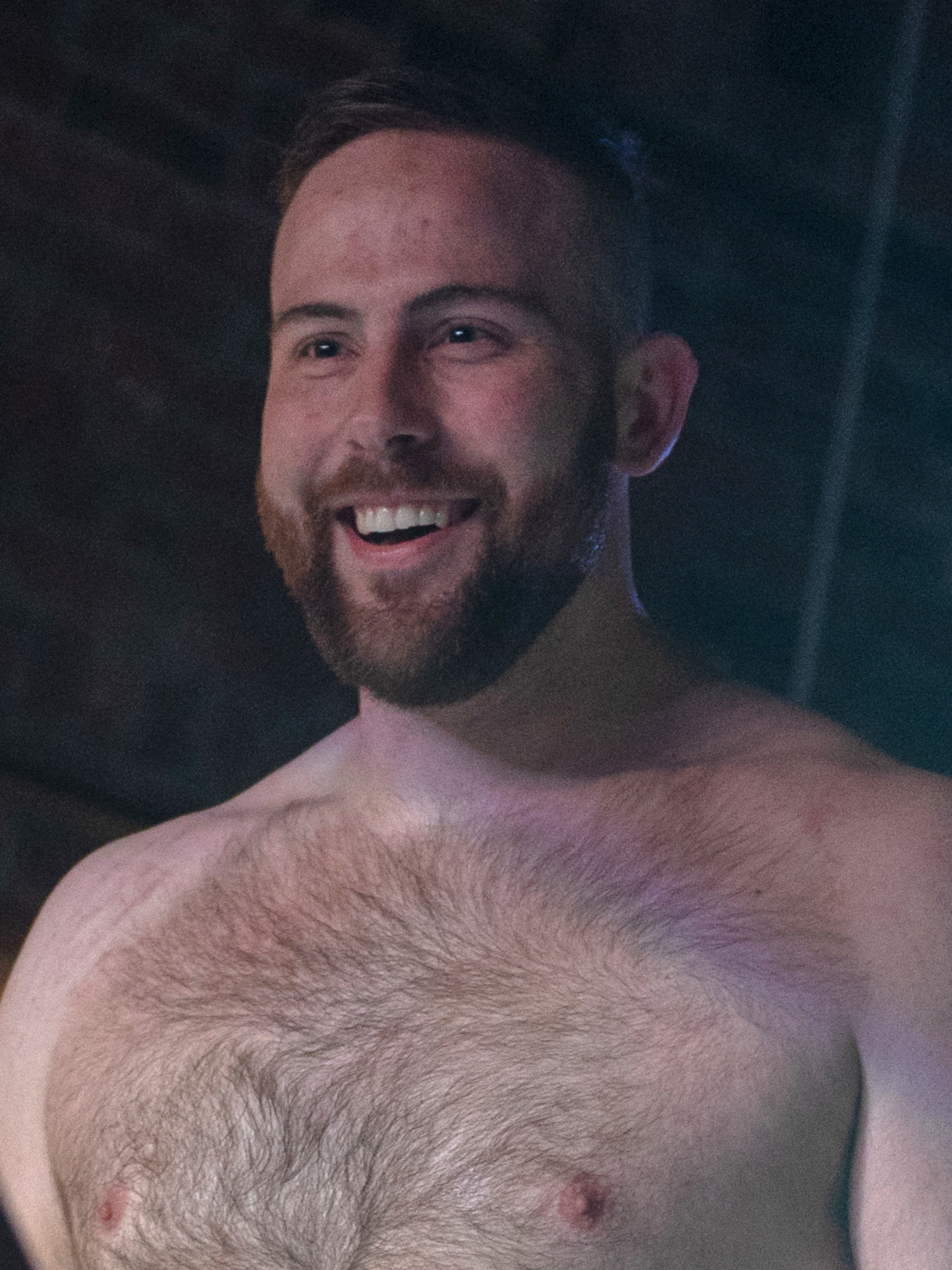
Mark Davis em um show independente em 2019.

Davis viajou para trabalhar no cenário independente britânico em maio de 2017, lutando principalmente para a WhatCulture Pro-Wrestling (WCPW) e Attack! Pro Wrestling. Em julho do mesmo ano, ele formou uma dupla com o também australiano Kyle Fletcher, inicialmente chamada de The Aussie Assault. A partir desse ponto, eles começaram a lutar regularmente juntos e eventualmente mudaram o nome da equipe para Aussie Open, competindo por todo o Reino Unido. A dupla também lutou na Europa, em promoções como a Westside Xtreme Wrestling (wXw). Em agosto de 2017, fizeram suas estreias na Revolution Pro Wrestling (RevPro), onde passaram a competir regularmente. Como resultado da parceria entre a RevPro e a New Japan Pro-Wrestling (NJPW), Aussie Open enfrentou talentos da NJPW, incluindo Roppongi 3K, que estavam em uma excursão de aprendizado. Durante sua turnê pelo Reino Unido em maio de 2018, Aussie Open fez sua estreia na Ring of Honor (ROH), perdendo para "The Boys" de Dalton Castle. No dia 14 de outubro, no Global Wars UK, um evento interpromocional entre RevPro e NJPW, Davis enfrentou e perdeu para Satoshi Kojima. Em março de 2019, Aussie Open conquistou o Campeonato Mundial de Duplas da wXw, mas perderam os títulos para Ilja Dragunov e WALTER após 147 dias de reinado. Eles reconquistaram o título 41 dias depois, mas tiveram que deixá-lo vago após apenas 14 dias devido a uma lesão na perna de Davis. Em maio de 2019, Aussie Open obteve uma grande vitória ao derrotar Minoru Suzuki e Zack Sabre Jr. da Suzuki-gun, conquistando o Campeonato Britânico de Duplas pela primeira vez. No entanto, perderam os títulos para Sha Samuels e Josh Bodom após 50 dias de reinado.

### New Japan Pro-Wrestling (2019–2023)
Aussie Open fez sua estreia na New Japan Pro-Wrestling (NJPW) no Royal Quest em 31 de agosto de 2019, desafiando sem sucesso os Guerrillas of Destiny (Tama Tonga e Tanga Loa) pelo Campeonato de Duplas IWGP. Devido à pandemia de COVID-19, a equipe lutou esporadicamente em 2020. Em fevereiro de 2021, eles retornaram à Austrália pela primeira vez como equipe, participando de diversos eventos independentes. Aussie Open retornou à RevPro em 21 de agosto de 2021 e reconquistou o Campeonato Britânico de Duplas no mês seguinte. Em 19 de setembro, no evento High Stakes da RevPro, eles se uniram ao então campeão britânico peso pesado indiscutível Will Ospreay para atacar The Young Guns e Shota Umino, juntando-se à United Empire e tornando-se vilões. O trio passou a competir regularmente juntos no Reino Unido. No entanto, Davis e Fletcher perderam os títulos britânicos para Roy Knight e Ricky Knight Jr., encerrando seu reinado após 63 dias. No dia 10 de abril de 2022, Aussie Open fez sua estreia no NJPW Strong, ao lado de Jeff Cobb, derrotando a TMDK. Seis dias depois, no Windy City Riot, Davis e Fletcher se juntaram a Cobb, Great-O-Khan, T. J. Perkins e Aaron Henare para derrotar representantes do Bullet Club – The Good Brothers (Doc Gallows e Karl Anderson), Chris Bey, El Phantasmo e Scott Norton – em uma luta de sextetos. No Capital Collision, Cobb, Henare e Aussie Open perderam para o TMDK em uma luta de quartetos.
Na edição de 19 de junho do NJPW Strong Ignition, Aussie Open competiu em um torneio para coroar os primeiros campeões do Campeonato Strong Openweight de Duplas. Na primeira rodada, eles derrotaram Evil Uno e Alan Angels, do The Dark Order, e venceram o Stray Dog Army nas semifinais. Na final, no Strong: High Alert, Fletcher e Davis derrotaram Christopher Daniels e Yuya Uemura para se tornarem os primeiros campeões.
No Music City Mayhem, Aussie Open fez equipe com T. J. Perkins para derrotar a equipe de Alex Zayne e os campeões de duplas IWGP, FTR. Após a luta, Aussie Open desafiou o FTR para uma luta pelo Campeonato de Duplas IWGP. Eles receberam a luta no Royal Quest II, onde perderam para o FTR. No Rumble on 44th Street, Aussie Open perdeu o Campeonato Strong Openweight de Duplas para o The Motor City Machine Guns em uma luta three-way de duplas, que também envolvia The DKC e Kevin Knight, encerrando seu reinado inaugural em 76 dias.
Davis e Fletcher competiram individualmente na New Japan Cup de 2023, em março. Fletcher derrotou o campeão de duplas IWGP, Yoshi-Hashi, mas foi derrotado pela outra metade dos campeões de duplas, Hirooki Goto. Davis derrotou Toru Yano na primeira rodada antes de perder para o companheiro de grupo do United Empire, Will Ospreay, na rodada seguinte. No entanto, Ospreay se lesionou durante a luta, resultando na classificação de Davis para a terceira rodada, onde ele derrotou Evil. Na semifinal, Davis perdeu para Sanada, sendo eliminado do torneio. Devido ao sucesso de Davis no torneio e à vitória de Fletcher sobre o campeão de duplas Yoshi-Hashi, Aussie Open conquistou uma chance pelos Campeonato de Duplas IWGP, contra Bishamon no Sakura Genesis. Em 8 de abril, no evento, Aussie Open derrotou Bishamon para conquistar seu primeiro Campeonato de Duplas IWGP. Em 15 de abril, no Capital Collision, Fletcher e Davis derrotaram The Motor City Machine Guns e a equipe de Kazuchika Okada e Hiroshi Tanahashi em uma luta three-way de duplas, para conquistarem o Campeonato Strong Openweight de Duplas pela segunda vez, se tornando campeões duplos na NJPW. Eles defenderam os títulos de duplas Strong na noite seguinte contra Lio Rush e Tomohiro Ishii. Em 29 de abril, no NJPW Wrestling Satsuma no Kuni, Aussie Open manteve o Campeonato de Duplas IWGP, derrotando TMDK (Mikey Nicholls e Shane Haste) Em 21 de maio, no Resurgence, Fletcher anunciou que a equipe deixaria vago ambos os títulos devido à lesão de Mark Davis.

### All Elite Wrestling / Ring of Honor (2022–presente)

#### Aussie Open (2022–2024)
No episódio de 8 de junho do Dynamite, Aussie Open e Aaron Henare fizeram suas estreias na All Elite Wrestling, ajudando Will Ospreay a atacar o FTR e Trent Beretta, que haviam sido atacados por Jeff Cobb e Great-O-Khan duas semanas antes. Eles fizeram suas estreias no ringue na edição de 10 de junho do Rampage, onde, junto com Ospreay, perderam para o FTR e Beretta em uma luta de trios. Aussie Open retornou na edição especial de 15 de junho do Dynamite, Road Rager, atacando FTR e Roppongi Vice (Beretta e Rocky Romero) depois que Ospreay derrotou Dax Harwood, do FTR. No entanto, eles foram interrompidos por Orange Cassidy, que foi anunciado como o adversário de Ospreay no AEW x NJPW: Forbidden Door pelo Campeonatos dos Estados Unidos IWGP de Ospreay, enquanto O-Khan e Cobb enfrentariam FTR e Roppongi Vice em uma luta three-way de duplas, pelo Campeonato de Duplas Peso Pesado IWGP de Cobb e O-Khan, e pelo Campeonato Mundial de Duplas do FTR. No evento, Aussie Open acompanhou Ospreay até o ringue para sua luta contra Cassidy, frequentemente ajudando Ospreay durante o combate. Ospreay acabou retendo o título, e junto com Aussie Open, atacou Cassidy e Roppongi Vice após a luta. No entanto, Ospreay e Aussie Open foram interrompidos por Katsuyori Shibata, que atacou os três, salvando Cassidy e Roppongi Vice.
Em 27 de julho, o Campeonato Mundial de Trios da AEW foi revelado, e Aussie Open e Ospreay foram nomeados como participantes do torneio inaugural. Em 24 de agosto, Aussie Open e Ospreay derrotaram o Death Triangle para avançar para as semifinais, onde foram derrotados pelo The Elite (The Young Bucks e Kenny Omega) em 31 de agosto. Após a luta, o United Empire atacou o The Elite.
Fletcher e Davis retornaram à AEW na edição de 22 de fevereiro do Dynamite, competindo no Revolution Tag Team Battle Royal, mas não conseguiram vencer. Na mesma edição do Rampage daquela semana, Davis e Fletcher perderam para The Young Bucks. Na semana seguinte, no Dynamite, Aussie Open competiu no Casino Tag Team Royale, mas novamente não conseguiram a vitória.
Em 9 de março, Fletcher e Davis retornaram à Ring of Honor (ROH), que agora era uma promoção irmã da AEW após a compra da empresa por Tony Khan, derrotando Rhett Titus e Tracy Williams. No Supercard of Honor, a dupla competiu na luta de escadas "Reach for the Sky" pelo vago Campeonato Mundial de Duplas da ROH, mas não conseguiu vencer.
Uma semana após conquistarem o Campeonato de Duplas Peso Pesado IWGP, Fletcher e Davis fizeram sua primeira defesa de título contra o Best Friends, derrotando-os e retendo os títulos na edição de 14 de abril do Rampage.
Após a derrota de Kyle Fletcher para o campeão internacional da AEW Orange Cassidy na edição de 24 de maio do Dynamite, foi anunciado que tanto Fletcher quanto Mark Davis haviam assinado oficialmente com a AEW.
Em 21 de julho de 2023, a dupla conquistou o Campeonato Mundial de Duplas da ROH no Death Before Dishonor, em uma luta four-way de duplas. Na semana seguinte, no Ring of Honor, Aussie Open fez sua primeira defesa de título, derrotando os Iron Savages. No Dynamite: 200, Aussie Open manteve seus títulos contra El Hijo del Vikingo e Komander. Na edição seguinte do Rampage, a dupla aceitou o desafio de Better Than You Bay Bay (Adam Cole e MJF) pelos títulos, na Zero-Hour do All In. Na preparação para a luta, Aussie Open fez mais defesas de título contra Ethan Page e Isiah Kassidy, e contra Isiah Kassidy e The Hardys (Matt e Jeff Hardy). Na Zero-Hour do All In, Aussie Open perdeu Campeonato Mundial de Duplas da ROH para Cole e MJF, encerrando seu reinado em 37 dias.
Após a derrota, a dupla mudou seu foco para o Campeonato Mundial de Duplas da AEW, desafiando os campeões FTR na edição de 16 de setembro do Collision, exigindo uma luta pelo título no WrestleDream. Logo depois, a luta foi oficializada para o evento em 1º de outubro, que marcou o primeiro aniversário do último confronto entre as duas equipes, pelo Campeonato Mundial de Duplas IWGP no Royal Quest II. No WrestleDream, FTR derrotou Aussie Open, retendo seus campeonatos. Após o evento, foi revelado que Davis havia sofrido uma lesão no pulso e ficaria fora de ação.

#### Competição individual (2024–presente)
No dia 30 de outubro de 2024, no Fright Night Dynamite, Mark Davis fez um retorno surpresa, confrontando Kyle Fletcher por ter traído Will Ospreay. Em 6 de novembro, no Dynamite, a Aussie Open se desfez oficialmente após Fletcher tentar atacar Davis, apenas para ser perseguido por Ospreay. No Dynamite de 20 de novembro, Davis fez seu retorno aos ringues, ao lado de Ospreay, Ricochet e Powerhouse Hobbs, mas perdeu para a Don Callis Family (Fletcher, Brian Cage, Konosuke Takeshita e Lance Archer). No episódio de 4 de dezembro do Dynamite, Davis participou da Dynamite Dozen Battle Royale, mas não conseguiu vencer.

## Títulos e prêmios
- Australian Wrestling League
  - AWL Heavyweight Championship (2 vezes)
- ATTACK! Pro Wrestling
  - ATTACK! 24:7 Championship (3 vezes)[61]
  - ATTACK! Tag Team Championship (2 vezes) – com Kyle Fletcher[62][63][64][65][66]
- DEFIANT Wrestling
  - Defiant Tag Team Championship (2 vezes) – com Kyle Fletcher[67][68][69]
- Fight Club:PRO
  - FCP Championship (1 vez)[70]
  - Torneio Infinity (2018)
- HOPE Wrestling
  - HOPE 24/7 Hardcore Championship (5 vezes)[71]
  - HOPE Tag Team Championship (1 vez) – com Kyle Fletcher[72][73][74]
- National Wrestling Alliance Australian Wrestling Alliance
  - NWA AWA Heavyweight Championship (2 vezes)[75]
- New Japan Pro Wrestling
  - Strong Openweight Tag Team Championship (2 vezes, inaugural) – com Kyle Fletcher[76][77]
  - Torneio Inaugural pelo Strong Openweight Tag Team Championship – com Kyle Fletcher[78][79]
  - IWGP Tag Team Championship (1 vez) – com Kyle Fletcher[80]
- Over The Top Wrestling
  - OTT Tag Team Championship (1 vez) – com Kyle Fletcher[81][82]
- PROGRESS Wrestling
  - PROGRESS Tag Team Championship (2 vezes) – com Kyle Fletcher[83][84][85][86][87]
  - Natural Progression Series V (2018)
- Professional Wrestling Alliance
  - PWA Heavyweight Championship (1 vez)[88]
  - PWA Tag Team Championship (1 vez) – com Kyle Fletcher[89]
- Pro Wrestling Alliance Queensland 
  - PWA Queensland Championship (2 vezes)[90]
- Revolution Pro Wrestling
  - British Tag Team Championship (2 vezes) – com Kyle Fletcher[91]
- Ring of Honor
  - Campeonato Mundial de Duplas da ROH (1 vez)[92] – com Kyle Fletcher
- Westside Xtreme Wrestling
  - wXw World Tag Team Championship (2 vezes) – com Kyle Fletcher[93][94][95][96]
  - Road To 16 Carat Gold (2019)